# Alejandro Hohberg
Alejandro Hohberg González (Lima, 20 de setembro de 1991) é um futebolista Peruano que atua como meio-campo. Atualmente defende o Sporting Cristal.